# Ijnefer A
Ijnefer A (Ijnefer Stariji) je bio egipatski princ 4. dinastije.

## Etimologija
Ijneferovo ime znači "došao je lijepi".

## Životopis
Ijnefer je bio sin faraona Snofrua i njegove treće žene te unuk Hunija. Imao je nekoliko starije polubraće, jednu stariju polusestru, te nekoliko braće i sestara. Bio je mlađi polubrat faraona Kufua, Snofruovog nasljednika, te polustric faraona Džedefre i Kafre.
Ijnefer je živio na kraljevskom dvoru sa svojom obitelji. Imao je naslov "kraljev sin". Pokopan je u mastabi u Dahšuru, blizu Crvene piramide, gdje mu je pokopan otac.
Ijnefer B je vjerojatno bio sin Kufua, te tako polunećak Ijnefera A, po kojem je nazvan.

## Vanjske poveznice
|  | Zajednički poslužitelj ima još gradiva o temi Ijnefer A |